# Daniel Petrow (Boxer)
Daniel Boschilow Petrow (bulgarisch: Даниел Божилов Петров) (* 8. September 1971 in Warna) ist ein ehemaliger bulgarischer Boxer im Halbfliegengewicht.

## Karriere
Petrow gewann 1989 im Alter von 17 Jahren die Junioren-Weltmeisterschaften in Bayamón, wobei er im Finale den späteren Weltcupsieger Rico Kubat besiegen konnte. 1990 gewann er die Balkanmeisterschaften in Patras und nahm am Weltcup in Mumbai teil, wo er im Achtelfinale gegen den späteren Doppelweltmeister Eric Griffin ausschied.
Die Europameisterschaften 1991 in Göteborg waren die einzigen internationalen Meisterschaften, bei denen er im Fliegengewicht antrat. Nach Siegen gegen Soner Karagöz und Bogdan Jendrysik, verlor er im Halbfinale gegen den Weltmeister und Olympiasieger István Kovács, womit er mit einer Bronzemedaille ausschied. Eine weitere Bronzemedaille gewann er bei den Weltmeisterschaften 1991 in Sydney. Er hatte sich dabei gegen Tadahiro Sasaki, Alexander Nalbadyan und Pál Lakatos durchgesetzt, ehe er im Halbfinale gegen Rogelio Marcelo ausgeschieden war. Diesem unterlag er dann auch im Finale der Olympischen Spiele 1992 in Barcelona, nachdem er Nelson Dieppa, O Chong-chol, Pál Lakatos und Jan Quast besiegt hatte.
Beim Challenge Match 1993 in Istanbul gewann er Silber nach einer erneuten Niederlage im Finale gegen Rogelio Marcelo. Bei den Weltmeisterschaften 1993 in Tampere schlug er Jan Quast, Pál Lakatos und Erdenotsogtyn Tsogtjargal, ehe er im Finale knapp mit 6:8 gegen Nschan Muntschjan unterlag und Vize-Weltmeister wurde. Bei den Europameisterschaften 1993 in Bursa gewann er dann die Goldmedaille durch Siege gegen Murat Yenisolak, Mikko Mantere und Pál Lakatos.
1994 gewann er mit einem Finalsieg gegen Nschan Muntschjan das Challenge Match in Dublin und nahm am Weltcup 1994 in Bangkok teil, wo er kampflos im Halbfinale ausstieg und Bronze gewann. Im Jahr 1995 wechselte er für eine Saison in die 1. Bundesliga und boxte für den Schweriner SC, er gewann 7 Kämpfe und verlor einen gegen Rene Schultz.
1995 gewann er die Weltmeisterschaften in Berlin, wobei er Hermensen Ballo, José Laureano, Andrzej Rżany, Hamid Berhili und Bernard Inom besiegen konnte. 1996 erkämpfte er mit Siegen gegen Ramil Tschusnutdinow, Rudik Kazandżian, Nschan Muntschjan, Sabin Bornei und Oleh Kyrjuchin die Goldmedaille bei den Europameisterschaften in Vejle. Als amtierender Europa- und Weltmeister startete er dann bei den Olympischen Spielen 1996 in Atlanta, wo er sich gegen Nschan Muntschjan, Somrot Kamsing und Oleh Kyrjuchin ins Finale vorkämpfen konnte, wo er Mansueto Velasco besiegte und Olympiasieger wurde.
1997 gewann er noch Bronze bei den Weltmeisterschaften in Budapest, als er Dilshod Yuldashev, Pál Lakatos und Waleri Sidorenko besiegt hatte und im Halbfinale gegen Maikro Romero ausschied, welcher 1996 Olympiasieger im Fliegengewicht geworden war.
Bei den Europameisterschaften 1998 in Minsk schied er in der Vorrunde knapp mit 6:6+ gegen Oleh Kyrjuchin aus und unterlag im Achtelfinale der Weltmeisterschaften 1999 in Houston gegen Suban Pannon.
Das in Bulgarien ausgetragene internationale Strandja Tournament gewann er in den Jahren 1990, 1993, 1994, 1995, 1996, 1997, 1998, 1999 und 2000.